# Cotes (geslacht)
Cotes is een geslacht van kevers van de familie snoerhalskevers (Anthicidae).

## Soorten
- C. bullata Broun, 1921
- C. gourlayi Werner & Chandler, 1995
- C. insignis Broun, 1912
- C. probus Broun, 1881
- C. vestita Sharp, 1877